# 法氏白鮭
法氏白鮭，為輻鰭魚綱鮭形目鮭科的一種，為溫帶淡水魚，分布於歐洲瑞士圖恩湖及布里恩茨湖流域，體長可達36公分，棲息在底層水域，生活習性不明。